# Кризманич, Крешимир
Крешимир Кризманич (хорв. Krešimir Krizmanić; родился 3 июля 2000 года, Загреб, Хорватия) — хорватский футболист, защитник клуба «Горица».

## Клубная карьера
Кризманич является воспитанником «Горицы». За клуб дебютировал в матче против дубля Динамо Загреб. В следующем сезоне Крешимир Кризманич сыграл 1 матч за «Горицу» против «Локомотива». В сезоне 2019/20 сыграл в 14 матчах, где получил 2 жёлтые карточки и отдал голевую передачу. 20 апреля 2021 года Крешимир Кризманич вывел свой клуб с капитанской повязкой. В сезоне 2020/21 сыграл в 32 матчах, где заработал 9 жёлтых карточек. В сезоне 2021/22 сыграл 24 матчей, где получил 4 жёлтых карточки.

## Карьера в сборной
За молодёжную сборную Хорватии Крешимир Кризманич дебютировал в матче против Сан-Марино. На молодёжном чемпионате Европы сыграл в матче против Швейцарии.